# Prionochilus plateni
El picaflores de Palawan o pica flor de lomo amarillo (Prionochilus plateni) en una especie de ave del género Prionochilus perteneciente a la familia Dicaeidae.

## Distribución y hábitat
Es endémica de Filipinas. Sus hábitats naturales son los bosques y tierras bajas tropicales y subtropicales.

## Subespecies
Prionochilus plateni posee dos subespecies:
- Prionochilus plateni plateni.
- Prionochilus plateni culionensis.